# عبد العزيز المطهري
عبد العزيز المطهري ولد في 27 نوفمبر 1922 وتوفي في 20 مايو 2004 في تونس العاصمة، هو اقتصادي وسياسي تونسي.

## السيرة الذاتية
تحصل عبد العزيز المطهري على شهادته من المدرسة العليا للتجارة بباريس، ثم قام بتربص في 1950 لمدة 18 شهرا لدى مجموعة إس إي بي البنكية في السويد. 

عند عودته إلى تونس، عين مديرا لديوان الوزير الأول الحبيب بورقيبة. في 18 يناير 1957، أسس الشركة التونسية للبنك وبقي يديرها حتى 18 مارس 1971.

عين في 26 ديسمبر 1977 في منصب وزير المالية في حكومة الهادي نويرة، وبقي في هذا المنصب حتى 25 أبريل 1980.

## تخليد ذكراه
في مايو 2014، قامت الشركة التونسية للبنك بتكريم عبد العزيز المطهري وذلك بمناسبة الذكرى العاشرة لوفاته، وأطلقت إسمه على المقر الرسمي للبنك الذي سُمِّيَ «الفرع المركزي عبد العزيز المطهري» وذلك بحضور أرملته وأفراد من عائلته.